# Dimitri Nelidov

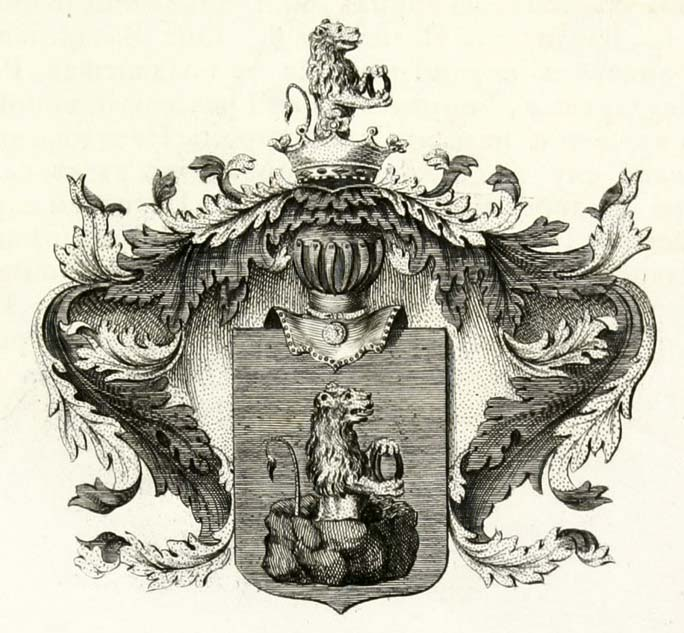
Blason des Nelidov.

Dimitri Alexandrovitch Nelidov (ou Nelidow, comme il l'écrivait, Дми́трий Алекса́ндрович Нели́дов), né le 19 mars 1863 à Munich et mort le 6 février 1935 dans le 16e arrondissement de Paris, est un diplomate russe, ancien ambassadeur en Belgique pendant la Première Guerre mondiale.

## Biographie
Il descend d'une très ancienne famille de la noblesse russe et il est le fils du diplomate Alexandre Ivanovitch Nelidov et de son épouse née princesse Olga Dmitrievna Jilkova.
Il termine le lycée Tsarévitch-Nicolas (1881).
Il travaille comme diplomate aux ambassades de Paris, Constantinople et Budapest. Il travaille comme secrétaire du consulat de Tokyo, puis ministre-résident au Vatican (1912-1916). Il a le rang de Kammerherr de la Cour dans la Table des rangs.
Le 10 mars 1916, Nelidov est nommé envoyé (ambassadeur) à Bruxelles et demeure à ce poste jusqu'à la révolution d'Octobre. Ensuite il reste en Belgique. 
Trois ans plus tard, il s'installe à Paris. Dans les années 1920, il est membre du conseil pastoral de la cathédrale Saint-Alexandre-Nevsky. Il collectionnait des antiquités d'art liturgique.
Il meurt le 6 février 1935 à Paris et il est inhumé dans la sépulture familiale du cimetière des Batignolles (25e division).

## Famille
- Épouse : Alexandra Fiodorovna Mavrocordato (1880-1970).
- Fils : Alexandre (1907-1975), moine archimandrite, traducteur, servit à la cathédrale Saint-Alexandre-Nevsky de Paris[3].
- Fille : Olga (1906-1935)[4]